# Petrus en Pauluskerk (Nizjni Novgorod)
De Kerk van de Heilige Apostelen Petrus en Paulus (Russisch: Храм святых апостолов Петра и Павла) is een Russisch-orthodox kerkgebouw in het Koelibinapark, de voormalige begraafplaats van de Russische stad Nizjni Novgorod.

## Geschiedenis
Op 17 november 1771 werd na lange beraadslaging besloten dat begrafenissen in het vervolg buiten de stad moesten plaatsvinden. Voor de nieuwe begraafplaats werd in de jaren 1781-1785 een nieuwe, barokke kerk gebouwd. Meestal worden kerken bij begraafplaatsen Allerheiligenkerk genoemd, maar omdat in dezelfde periode elders in de stad een Petrus en Pauluskerk moest worden afgebroken, werd ervoor gekozen de nieuwe begrafeniskerk te wijden aan de apostelen Petrus en Paulus. Desondanks wordt ook tegenwoordig de kerk in de volksmond vaak Allerheiligenkerk genoemd.

## Sovjet-periode
Onder de communisten werd de kerk in de jaren 30 gesloten. Het voormalige kerkgebouw werd als woonhuis gebruikt en later ook voor entertainment-doeleinden zoals een discotheek en biljartgelegenheid. De begraafplaats werd in 1937 gesloten, de graven werden met de grond gelijk gemaakt en in 1940 werd er een park aangelegd. De klokkentoren werd volledig afgebroken.

## Heropening
Na teruggave van de kerk aan de Russisch-orthodoxe Kerk in 1990 werd het godshuis gerestaureerd.

## Locatie
De kerk is gelegen aan de Oelitsa Maksim Gorki 135 te Nizjni Novgorod.